# Hahnbacher Senke
Als Hahnbacher Senke oder auch Hahnbacher Mulde wird das Gebiet um Hahnbach im heutigen Landkreis Amberg-Sulzbach bezeichnet. Die von der Vils durchflossene Niederung zwischen Vilseck und Amberg ist durch Reliefumkehr aus der Hahnbacher Kuppel (auch Hahnbacher Sattel) entstanden und wird dem Naturraum des Oberpfälzischen Hügellandes zugeordnet.

## Geografie und Geologie
Als leicht hügelige Landschaft ist die Senke deutlich von den umliegenden Höhen abgegrenzt. Bei der Einmündung des Gebenbachs in die Vils im Amberger Stadtgebiet ändert sich die Morphologie der Landschaft deutlich. Hier wird von der Vils die von Südost nach Nordwest verlaufende Amberg–Sulzbacher Störungszone als Verlängerung der saxonischen Bruchstörung des Pfahls gekreuzt.
Die der Störung parallel liegenden Eisenerzlagerstätten wurden im 20. Jahrhundert durch die Maxhütte in Sulzbach-Rosenberg und die Luitpoldhütte in Amberg eingehend untersucht. Das Konzessionsgebiet der Luitpoldhütte erstreckt sich südwestlich der Markscheide bei Neuhof entlang
der Linie Häringlohe–Erzberg sowie Galgenberg–Mariahilfberg–Krumbach–Engelsdorf bis Altenricht sowie bis zu den ehemaligen Erzgruben Haidweiher, Penkhof und Ebermannsdorf.
In nordwestlicher Richtung verläuft die Bruchzone auf dem Gebiet der Maxhütte ab dem Erzberg über Schäflohe–Häringlohe–Eichelberg über Oberschwaig und Lobenhof.
Das Hebungszentrum der asymmetrischen Kuppelaufwölbung liegt etwa 2 bis 3 km nord/nordöstlich von Unterschwaig. Wären noch alle in der Umrandung nachweisbaren Gesteinsschichten vorhanden, würde die Kuppel die Umgebung um etwa 380 bis 450 m überragen und eine Höhe von 800 m erreichen.

### Naturräumliche Zuordnung und Gliederung
Die Hahnbacher Senke ist in den Einzelblättern 1:200.000 zum Handbuch der naturräumlichen Gliederung Deutschlands als Teil des im Oberpfälzischen Hügelland geführt.
- (07 Oberpfälzisch-Obermainisches Hügelland)
  - (070 Oberpfälzisches Hügelland)
    - 070.2 Hahnbacher Sattel und Hahnbacher Mulde
      - 070.20 Großalbershofer Rücken
      - 070.21 Poppenrichter Rücken
      - 070.22 Ostflanke der Hahnbacher Mulde
        - 070.220 Mariahilfberg
        - 070.221 Mimbacher Rücken

      - 070.23 Raigering-Aschacher Hucken
      - 070.24 Krumbachtal
      - 070.25 Hahnbacher Mulde

## Topografische Karte
Es ist zu berücksichtigen, dass in den Erläuterungen zur Geologischen Karte von Bayern aus den 1960er Jahren die Höhenangaben auf Normalnull beziehen.
1. ↑  Topografische Karte 1:25.000. Abgerufen am 8. Januar 2015 (Ostufer der Vils: Einmündung des Gebenbachs bei Schweighof, Galgenberg; Westufer: Luitpoldhütte und -höhe, Erzberg).
2. ↑  Topografische Karte 1:25.000. Abgerufen am 8. Januar 2015 (Beschreibung nach Gudden 1964, S. 60ff: Von Häringlohe im SO über die Maxhütte nach Lobenhof im NW).